# Вайкарт, Фриц
Фриц Вайкарт (нем. Fritz Weikart, р.1912) — немецкий борец, призёр чемпионата Европы.

## Биография
Родился в 1912 году в Дортмунде. В 1937 году стал чемпионом Германии по греко-римской борьбе, а в 1944 — по вольной. В 1937 году завоевал бронзовую медаль чемпионата Европы по греко-римской борьбе.